# Laila Peak (Rakaposhi-Haramosh-Berge)
Der Laila Peak ist ein 6986 Meter hoher Berg in den Rakaposhi-Haramosh-Bergen im südwestlichen Karakorum im pakistanischen Sonderterritorium Gilgit-Baltistan.

## Lage
Der Laila Peak befindet sich zwischen dem Haramosh im Süden und dem Malubiting im Norden. Seine Westseite entwässert in das Haramosh-Tal zum Indus, während seine Nordostseite zum Nährgebiet des Chogo-Lungma-Gletschers gehört. Unter der Südostwand fließt der Haramoshgletscher ebenfalls nach Nordosten zum Chogo-Lungma-Gletscher.

## Besteigungsgeschichte
Die Erstbesteigung gelang Mitgliedern einer japanischen Expedition am 9. August 1975. Der zunächst geplante Aufstieg über den Ostgrat wurde aufgegeben, Ryuichi Babaguchi und Kohzo Sakai erreichten den Gipfel, nachdem in der Südostwand eine Route mit fünf Hochlagern eingerichtet worden war.

## Nebengipfel
Der Laila Peak West (⊙) ist ein 6770 Meter hoher Nebengipfel des Laila Peak (Schartenhöhe: 230 m), der bislang noch nicht bestiegen wurde.